# Audio, Video, Disco
Audio, Video, Disco. (с лат. — «Я слышу, я вижу, я познаю») — второй альбом французского электронного дуэта Justice, выпущенный 24 октября 2011 года лейблами Ed Banger Records и Because Music. Альбом получил положительные отзывы критиков и имел положительные коммерческие показатели. С альбома было выпущено пять синглов: «Civilization», заглавный трек «Audio, Video, Disco», «On’n’On», «New Lands» и «Helix».

## Об альбоме
Участник Justice Ксавье де Росне сказал о музыкальном стиле Audio, Video, Disco следующее: «Мы хотели создать что-то очень спокойное и немного „загородное“. Знаете, дневная музыка. […] Мы хотели сохранить биты, но сделать их мягче. Одна из задач этой пластинки заключалась в том, чтобы сделать её эмоционально тяжелой, но при этом не агрессивной. Быть мягкой и жестокой одновременно. Текстура новой пластинки очень мягкая».
В Audio, Video, Disco. также больше песен, созданных совместно с другими музыкантами, по сравнению с †.

## Отзывы критиков
| Совокупная оценка    | Совокупная оценка |
| Источник             | Оценка            |
| -------------------- | ----------------- |
| AnyDecentMusic?      | 6.5/10            |
| Metacritic           | 69/100            |
| Оценки критиков      |                   |
| Источник             | Оценка            |
| AllMusic             | [ 7 ]             |
| The A.V. Club        | A−                |
| Clash                | 8/10              |
| Consequence of Sound | [ 10 ]            |
| The Guardian         | [ 11 ]            |
| NME                  | 8/10              |
| Pitchfork            | 5.3/10            |
| PopMatters           | [ 14 ]            |
| Rolling Stone        | [ 15 ]            |
| Spin                 | 6/10              |
| Звуки.ру             | (без оценки)      |

Альбом получил в целом положительные отзывы критиков, хотя и получил меньшее признание, чем его предшественник †. В настоящее время альбом имеет рейтинг 69 (из 100) на Metacritic. Австралийская радиостанция Triple J поставила альбом в качестве главного альбома недели с 24 по 30 октября 2011 года.

## Список композиций
| №   | Название                                                      | Длительность |
| --- | ------------------------------------------------------------- | ------------ |
| 1.  | «Horsepower»                                                  | 3:42         |
| 2.  | «Civilization» (при участии Ali Love)                         | 4:10         |
| 3.  | «Ohio» (при участии Vincent Vendetta из Midnight Juggernauts) | 4:01         |
| 4.  | «Canon (Primo)»                                               | 0:27         |
| 5.  | «Canon»                                                       | 3:39         |
| 6.  | «On'n'On» (при участии Morgan Phalen)                         | 4:30         |
| 7.  | «Brainvision»                                                 | 3:11         |
| 8.  | «Parade»                                                      | 4:01         |
| 9.  | «New Lands» (при участии Morgan Phalen)                       | 4:14         |
| 10. | «Helix»                                                       | 4:31         |
| 11. | «Audio, Video, Disco» (содержит скрытый трек)                 | 10:31        |

| №   | Название                          | Длительность |
| --- | --------------------------------- | ------------ |
| 12. | «Planisphère»                     | 17:39        |
| 13. | «Civilization» (видеоклип)        | 3:48         |
| 14. | «Audio, Video, Disco» (видеоклип) | 3:45         |

| №   | Название                    | Длительность |
| --- | --------------------------- | ------------ |
| 12. | «Civilization» (демоверсия) | 3:38         |

## Чарты

### Еженедельные чарты
| Чарт (2011)                     | Высшая позиция |
| ------------------------------- | -------------- |
| Australian Albums Chart         | 18             |
| Austrian Albums Chart           | 49             |
| Belgian Albums Chart (Flanders) | 10             |
| Belgian Albums Chart (Wallonia) | 24             |
| Canadian Albums Chart           | 22             |
| Danish Albums Chart             | 27             |
| Dutch Albums Chart              | 97             |
| French Albums Chart             | 5              |
| Irish Albums Chart              | 33             |
| Italian Albums Chart            | 59             |
| Spanish Albums Chart            | 71             |
| Swiss Albums Chart              | 15             |
| UK Albums Chart                 | 35             |
| UK Dance Albums Chart           | 2              |
| US Billboard 200                | 37             |
| US Dance/Electronic Albums      | 4              |

### Годовые чарты
| Чарт (2011)         | Позиция |
| ------------------- | ------- |
| French Albums Chart | 194     |